# Geert Asman
Geert Asman (1976) is een Belgisch arts en politicus voor de PVDA.

## Levensloop
Geert Asman studeerde geneeskunde en was actief bij de studentenvereniging van de PVDA. Beroepshalve werd hij arts bij Geneeskunde voor het Volk. In 2001 sloot hij zich ook aan bij een groepspraktijk in Zelzate. Bij de gemeenteraadsverkiezingen van 2006 en 2012 werd hij verkozen als PVDA-gemeenteraadslid van Zelzate. Na de verkiezingen van 2018 werd hij er eerste schepen, bevoegd voor Sociale Zaken, Welzijn en Gezondheid, Openbare Werken, Technische Dienst, Begroting en Financiën. Samen met Steven De Vuyst was hij de eerste PVDA-schepen in Vlaanderen. In mei 2021 werd hij getroffen door een hartaanval. Hij werd vervolgens als eerste schepen door Dirk Goemaere vervangen, die in december 2021 Asmans bevoegdheden definitief overnam.
Asman stond op de Oost-Vlaamse PVDA-lijsten bij de Vlaamse verkiezingen van 2009 (3e plaats), 2014 (lijstduwer) en 2019 (lijstduwer opvolgers) en bij de federale verkiezingen van 2010 (3e plaats).